# Gospodar Olimpa – Zeus
Gospodar Olimpa – Zeus (eng. Master of Olympus - Zeus) je puni naziv računalne igre koja se zasniva na izgradnji gradova. Zeus usredotočuje na izgradnju i razvoj antičkih gradova. Slične su igre Faraon i Gospodar Atlantide - Posejdon.

## Mehanika igre
Igrač treba izgraditi grad na praznom tlu. Pojavljuju se grčki krajolici - more, kamenjar, brda, šume, rijeke i jezera. Hrana su ribe, plodovi mora, sir, mrkve, luk, žito, svinjetina. Sirovine su drvo, bronca, mramor, masline, grožđe. Srebrni novac je valuta čija se količina može povećati trgovinom ili porezom. Agora je velika tržnica na kojoj se svašta prodaje. Kultura uključuje filozofe i škole, te vježbališta u kojima se sudionici uvježbavaju za Olimpijske igre, odlaze na stadion... Zdravstvenu zaštitu daju liječnici iz bolnica. Policajci održavaju red, a vatrogasci gase vatru. Likovi se kreću ulicama, ali neki radnici mogu ići na velike udaljenosti ceste im nisu potrebne. U svakoj igri treba postići neki cilj, ali ima i izuzetaka.
Veoma je važna religija, jer bogovi mogu donijeti mir ili kazniti ljude, poslati čudovišta i napraviti invazije na grad. Najvažniji je Zeus, kralj svijeta, a tu su još Posejdon, bog mora, Had, bog podzemlja, Demetra, božica žita, Atena, božica mudrosti i ratnika, Artemida, božica Mjeseca i lova, Apolon, bog Sunca i liječenja, Ares, bog rata, Hefest, bog vatre i zanatlija, Afrodita, božica ljepote i ljubavi, Hermes, bog putnika, Zeusov glasnik i Dioniz, bog vina i kazališta. Hera se samo spominje, a Hestije nigdje nema. Hramovi im se grade u čast te je potrebno prinositi žrtve kako se ne bi ljutili i kako bi uslišili molitve. Pojavljuju se i junaci, kao Heraklo, Perzej, Ahil, te čudovišta, kao Meduza i Skila. U hramovima se prinose žrtve. Bogovi mogu uslišati molitve, ponekad daju sami darove, vrlo vrijedne, kao Had srebro, Atena maslinovo ulje. Postoje obične kuće i elitne. Vojska uključuje hoplite i konjanike. Gradovi koji se mogu izgraditi su Atena, Sparta, Olimpija, Korint itd.